# Lista de municípios de Veracruz
O estado  mexicano de  Veracruz está subdividido em 212 municípios, a saber:
| Municipios de Veracruz |                         |        |                         |  |  |
|                        |                         |        |                         |  |  |
| Código                 | Município               | Código | Município               |  |  |
| 001                    | Acajete                 | 107    | Las Minas               |  |  |
| 002                    | Acatlán                 | 108    | Minatitlán              |  |  |
| 003                    | Acayucan                | 109    | Misantla                |  |  |
| 004                    | Actopan                 | 110    | Mixtla de Altamirano    |  |  |
| 005                    | Acula                   | 111    | Moloacán                |  |  |
| 006                    | Acultzingo              | 112    | Naolinco de Victoria    |  |  |
| 007                    | Camarón de Tejeda       | 113    | Naranjal                |  |  |
| 008                    | Alpatláhuac             | 114    | Nautla                  |  |  |
| 009                    | Alto Lucero             | 115    | Nogales                 |  |  |
| 010                    | Altotonga               | 116    | Oluta                   |  |  |
| 011                    | Alvarado                | 117    | Omealca                 |  |  |
| 012                    | Amatitlán               | 118    | Orizaba                 |  |  |
| 013                    | Naranjos Amatlán        | 119    | Otatitlán               |  |  |
| 014                    | Amatlán de los Reyes    | 120    | Oteapan                 |  |  |
| 015                    | Ángel R. Cabada         | 121    | Ozuluama                |  |  |
| 016                    | Cardel                  | 122    | Pajapan                 |  |  |
| 017                    | Apazapan                | 123    | Pánuco                  |  |  |
| 018                    | Aquila                  | 124    | Papantla                |  |  |
| 019                    | Astacinga               | 125    | Paso del Macho          |  |  |
| 020                    | Atlahuilco              | 126    | Paso de Ovejas          |  |  |
| 021                    | Atoyac                  | 127    | La Perla                |  |  |
| 022                    | Atzacan                 | 128    | Perote                  |  |  |
| 023                    | Atzalan                 | 129    | Platón Sánchez          |  |  |
| 024                    | Tlaltetela              | 130    | Playa Vicente           |  |  |
| 025                    | Ayahualulco             | 131    | Poza Rica de Hidalgo    |  |  |
| 026                    | Banderilla              | 132    | Las Vigas de Ramírez    |  |  |
| 027                    | Benito Juárez           | 133    | Ciudad Cuauhtémoc       |  |  |
| 028                    | Boca del Río            | 134    | Puente Nacional         |  |  |
| 029                    | Calcahualco             | 135    | Rafael Delgado          |  |  |
| 030                    | Ciudad Mendoza          | 136    | Rafeal Lucio            |  |  |
| 031                    | Tamarindo               | 137    | Los Reyes               |  |  |
| 032                    | Catemaco                | 138    | Río Blanco              |  |  |
| 033                    | Cazones de Herrera      | 139    | Saltabarranca           |  |  |
| 034                    | Cerro Azul              | 140    | San Andrés Tenejapan    |  |  |
| 035                    | Citlaltépec             | 141    | San Andrés Tuxtla       |  |  |
| 036                    | Coacoatzintla           | 142    | San Juan Evangelista    |  |  |
| 037                    | Coahuitlán              | 143    | Santiago Tuxtla         |  |  |
| 038                    | Coatepec                | 144    | Sayula (Veracruz)Sayula |  |  |
| 039                    | Coatzacoalcos           | 145    | Soconusco               |  |  |
| 040                    | Coatzintla              | 146    | Sochiapa                |  |  |
| 041                    | Coetzala                | 147    | Soledad Atzompa         |  |  |
| 042                    | Colipa                  | 148    | Soledad de Doblado      |  |  |
| 043                    | Comapa                  | 149    | Soteapan                |  |  |
| 044                    | Córdoba                 | 150    | Tamalín                 |  |  |
| 045                    | Cosamaloapan            | 151    | Tamiahua                |  |  |
| 046                    | Cosautlán de Carvajal   | 152    | Tampico Alto            |  |  |
| 047                    | Coscomatepec            | 153    | Tancoco                 |  |  |
| 048                    | Cosoleacaque            | 154    | Tantima                 |  |  |
| 049                    | Cotaxtla                | 155    | Tantoyuca               |  |  |
| 050                    | Coxquihui               | 156    | Tatatila                |  |  |
| 051                    | Coyutla                 | 157    | Castillo de Teayo       |  |  |
| 052                    | Cuichapa                | 158    | Tecolutla               |  |  |
| 053                    | Cuitláhuac              | 159    | Tehuipango              |  |  |
| 054                    | Chacaltianguis          | 160    | Álamo                   |  |  |
| 055                    | Chalma                  | 161    | Tempoal de Sánchez      |  |  |
| 056                    | Chiconamel              | 162    | Tenampa                 |  |  |
| 057                    | Chiconquiaco            | 163    | Tenochtitlán            |  |  |
| 058                    | Chicontepec             | 164    | Teocelo                 |  |  |
| 059                    | Chinameca               | 165    | Tepatlaxco              |  |  |
| 060                    | Chinampa de Gorostiza   | 166    | Tepetlán                |  |  |
| 061                    | Las Choapas             | 167    | Tepetzintla             |  |  |
| 062                    | Chocamán                | 168    | Tequila                 |  |  |
| 063                    | Chontla                 | 169    | Villa Azueta            |  |  |
| 064                    | Chumatlán               | 170    | Texcatepec              |  |  |
| 065                    | Emiliano Zapata         | 171    | Texhuacán               |  |  |
| 066                    | Espinal                 | 172    | Texistepec              |  |  |
| 067                    | Filomeno Mata           | 173    | Tezonapa                |  |  |
| 068                    | Fortín                  | 174    | Tierra Blanca           |  |  |
| 069                    | Gutiérrez Zamora        | 175    | Tihuatlán               |  |  |
| 070                    | Hidalgotitlán           | 176    | Tlacojalpan             |  |  |
| 071                    | Huatusco de Chicuellar  | 177    | Tlacolulan              |  |  |
| 072                    | Huayacocotla            | 178    | Tlacotalpan             |  |  |
| 073                    | Hueyapan de Ocampo      | 179    | Tlacotepec de Mejía     |  |  |
| 074                    | Huiloapan de Cuauhtémoc | 180    | Tlachichilco            |  |  |
| 075                    | Ignacio de la Llave     | 181    | Tlalixcoyan             |  |  |
| 076                    | Ilamatlán               | 182    | Tlalnelhuayocan         |  |  |
| 077                    | Isla                    | 183    | Tlapacoyan              |  |  |
| 078                    | Ixcatepec               | 184    | Tlaquilpan              |  |  |
| 079                    | Ixhuacán de los Reyes   | 185    | Tlilapan                |  |  |
| 080                    | Ixhuatlán del Café      | 186    | Tomatlán                |  |  |
| 081                    | Ixhuatlancillo          | 187    | Tonayán                 |  |  |
| 082                    | Ixhuatlán del Sureste   | 188    | Totutla                 |  |  |
| 083                    | Ixhuatlán de Madero     | 189    | Tuxpan                  |  |  |
| 084                    | Ixmatlahuacan           | 190    | Tuxtilla                |  |  |
| 085                    | Ixtaczoquitlán          | 191    | Úrsulo Galván           |  |  |
| 086                    | Jalacingo               | 192    | Vega de Alatorre        |  |  |
| 087                    | Xalapa                  | 193    | Veracruz                |  |  |
| 088                    | Jalcomulco              | 194    | Villa Aldama            |  |  |
| 089                    | Jáltipan                | 195    | Xoxocotla               |  |  |
| 090                    | Jamapa                  | 196    | Yanga                   |  |  |
| 091                    | Jesús Carranza          | 197    | Yecuatla                |  |  |
| 092                    | Xico                    | 198    | Zucualpan               |  |  |
| 093                    | Jilotepec               | 199    | Zaragoza                |  |  |
| 094                    | Juan Rodríguez Clara    | 200    | Zentla                  |  |  |
| 095                    | Juchique de Ferrer      | 201    | Zongolica               |  |  |
| 096                    | Landero y Coss          | 202    | Zontecomatlán           |  |  |
| 097                    | Lerdo de Tejada         | 203    | Zozocolco de Hidalgo    |  |  |
| 098                    | Magdalena               | 204    | Agua Dulce              |  |  |
| 099                    | Maltrata                | 205    | El Higo                 |  |  |
| 100                    | Manlio Fabio Altamirano | 206    | Nanchital               |  |  |
| 101                    | Mariano Escobedo        | 207    | Tres Valles             |  |  |
| 102                    | Martínez de la Torre    | 208    | Carlos A. Carrillo      |  |  |
| 103                    | Mecatlán                | 209    | Tatahuicapan de Juárez  |  |  |
| 104                    | Mecayapan               | 210    | Uxpanapa                |  |  |
| 105                    | Medellín del Bravo      | 211    | San Rafael              |  |  |
| 106                    | Miahuatlán              | 212    | Santiago Sochiapan      |  |  |